# Sveti Petar, Pula
Sveti Petar (tal. San Pietro) je poluotok i gradska četvrt u Puli koja administrativno pripada Mjesnom odboru Stoja. Sveti Petar je do 1862. bio jedan od pulskih otoka.
Talijanski renesansni geograf, liječnik i pisac Giuseppe Rosaccio u svom izolaru "Viaggio da Venetia a Costantinopoli" spominje otoke Pulskog zaljeva. Izričito navodi da u pulskoj luci postoji 6 otoka ne spominjući njihova imena. Iako je ovaj broj upitan, jer drugi izvori najčešće spominju četiri otoka, Rosaccio sigurno govori o Sv. Andriji (Scoglio Santo Andrea), te današnjim poluotocima - Uljaniku (Scoglio Olivi), Sv. Katarini (Scoglio Santa Catarina), Sv. Petru (Scoglio San Pietro) i Sv. Ivanu.
Sredinom 19. stoljeća odabirom Pule za glavnu austrijsku ratnu luku, započela je potpuna preobrazba grada. Dugačka obala pulskog zaljeva trebala je osigurati mjesto cijeloj vojnoj industriji. U gradu se ruše zidine čime se otvorio prostor novim inicijativama. Zasijecanjem obronaka brežuljka Zaro i dijela sjevernih padina nad Valkanama priprema se teren za izgradnju Arsenala. Sve pličine razvedenog zaljeva zatrpavaju se sve do otoka Petra koji je prevlakom spojen s kopnom 1862. godine.
Na Svetom Petru nalazi se najjužnija točka istarskih željeznica, jer ovdje posljednje tračnice završavaju petljom koja ide obodom (polu)otoka. Sveti Petar se danas nalazi u brodogradilišnoj zoni.